# Unitat perifèrica d'Arcàdia
La unitat perifèrica d'Arcàdia (en grec Νομός Αρκαδίας) és una unitat perifèrica de Grècia amb capital a Trípoli que pertany a la perifèria del Peloponès. Es correspon, a grans trets, amb l'antiga regió d'Arcàdia, llevat de la regió de Cinúria, que antigament era part de l'Argòlida.
Està formada per cinc unitats municipals, que conformen un total de 4.419 km². L'any 2011 tenia 86.685 habitants.

## Història

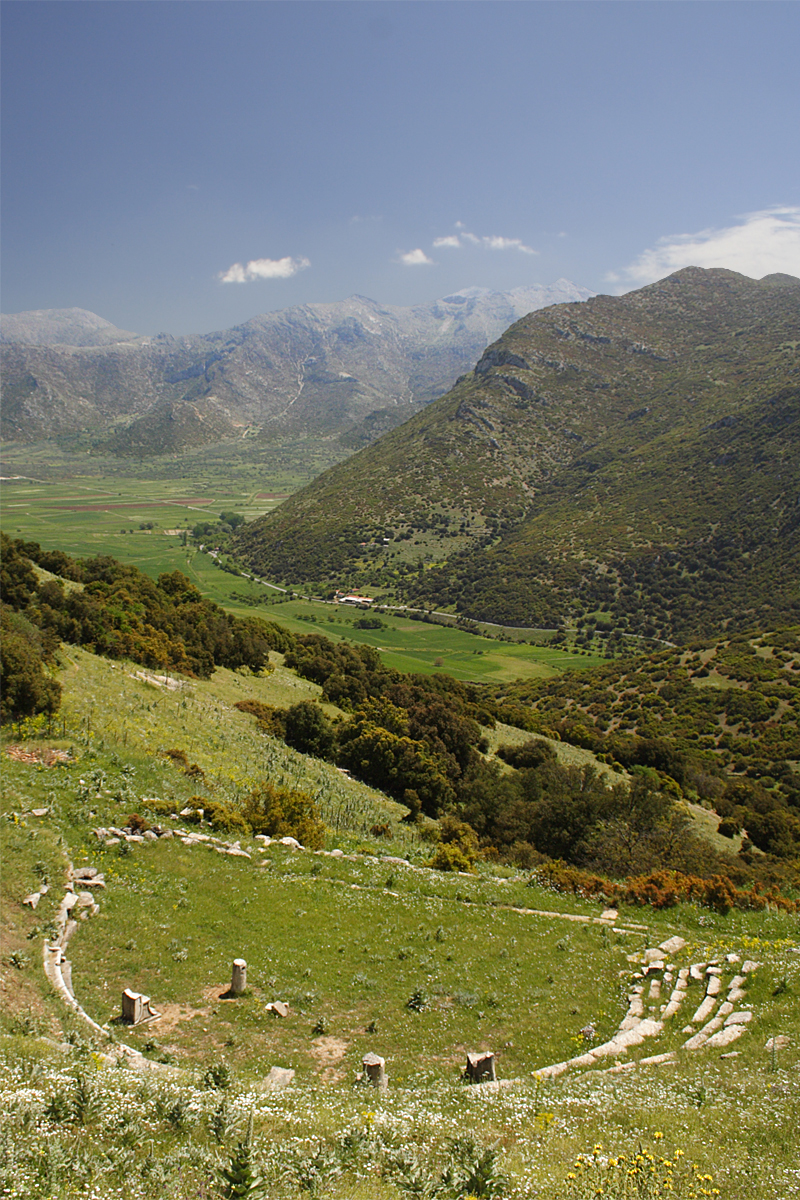
Orcomen

### Antiguitat
A l'antiguitat, l'Arcàdia fou una de les regions més rurals i poc urbanitzades fins que el 371 aC Epaminondes fundà la colònia de Megalòpolis. A partir de llavors es constituí la Lliga Arcàdia, que caigué en decadència i, després d'unir-se a la Lliga Aquea, Arcàdia fou finalment annexada a la República Romana el 146 aC.

### Edat mitjana
Arcàdia no cessà de formar part de l'Imperi Romà, esdevingut Imperi Romà d'Orient després de la caiguda del seu germà el 476. Arcàdia va mantenir el seu caràcter pastoral i el tòpic literari de l'Arcàdia pervisqué, com ho demostra l'Arcadia de Jacopo Sannazaro (1504).
Després de la Quarta Croada passà a formar part del Principat d'Acaia, però l'Imperi Romà recobrà ràpidament aquest territori i l'integrà dins del Despotat de Morea. El 1460 la regió fou conquerida per l'Imperi Otomà, i, tot i un breu període venecià entre 1687 i 1715, romangué a mans turques fins a la Independència de Grècia el 1821.

## Administració

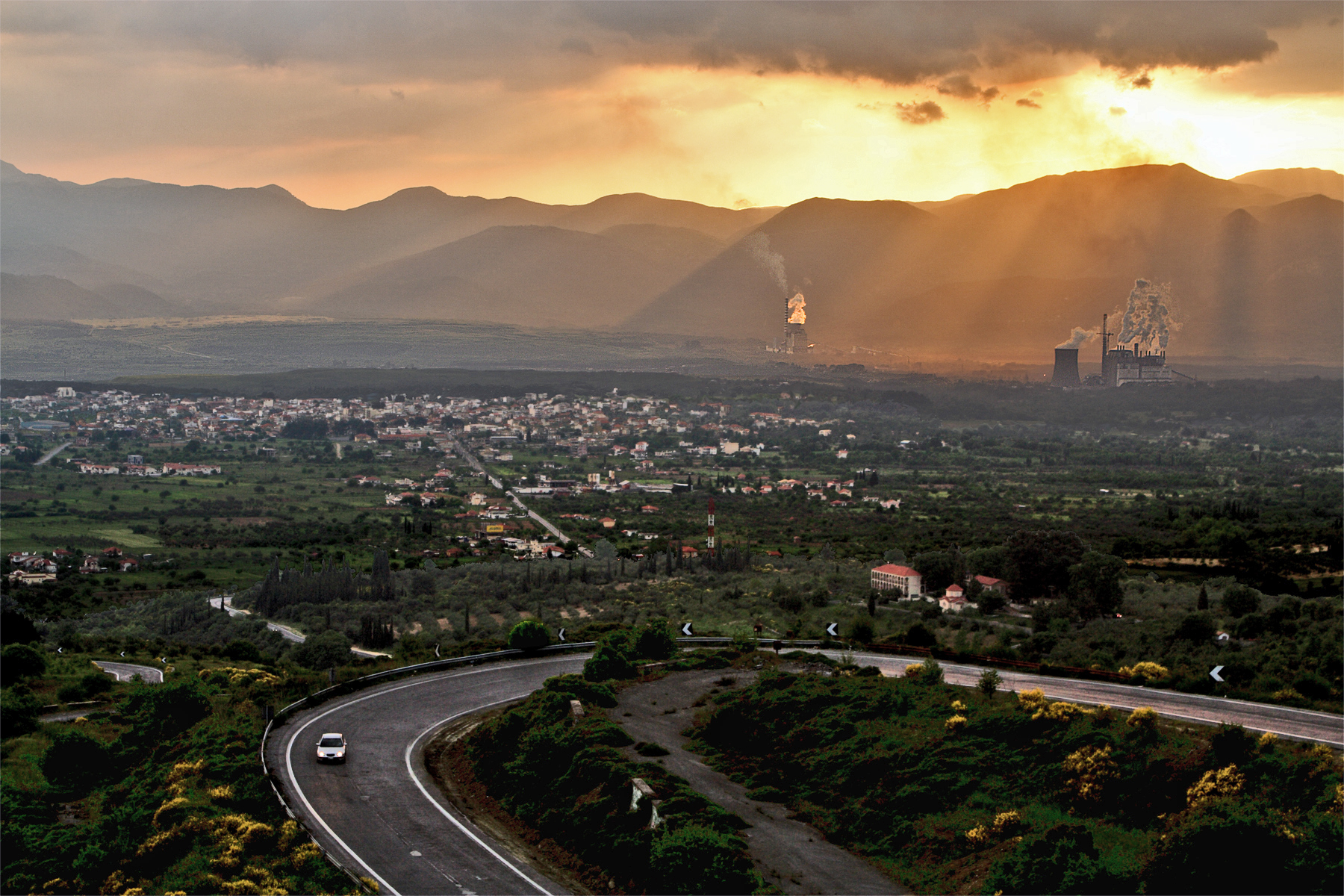
Megalòpolis

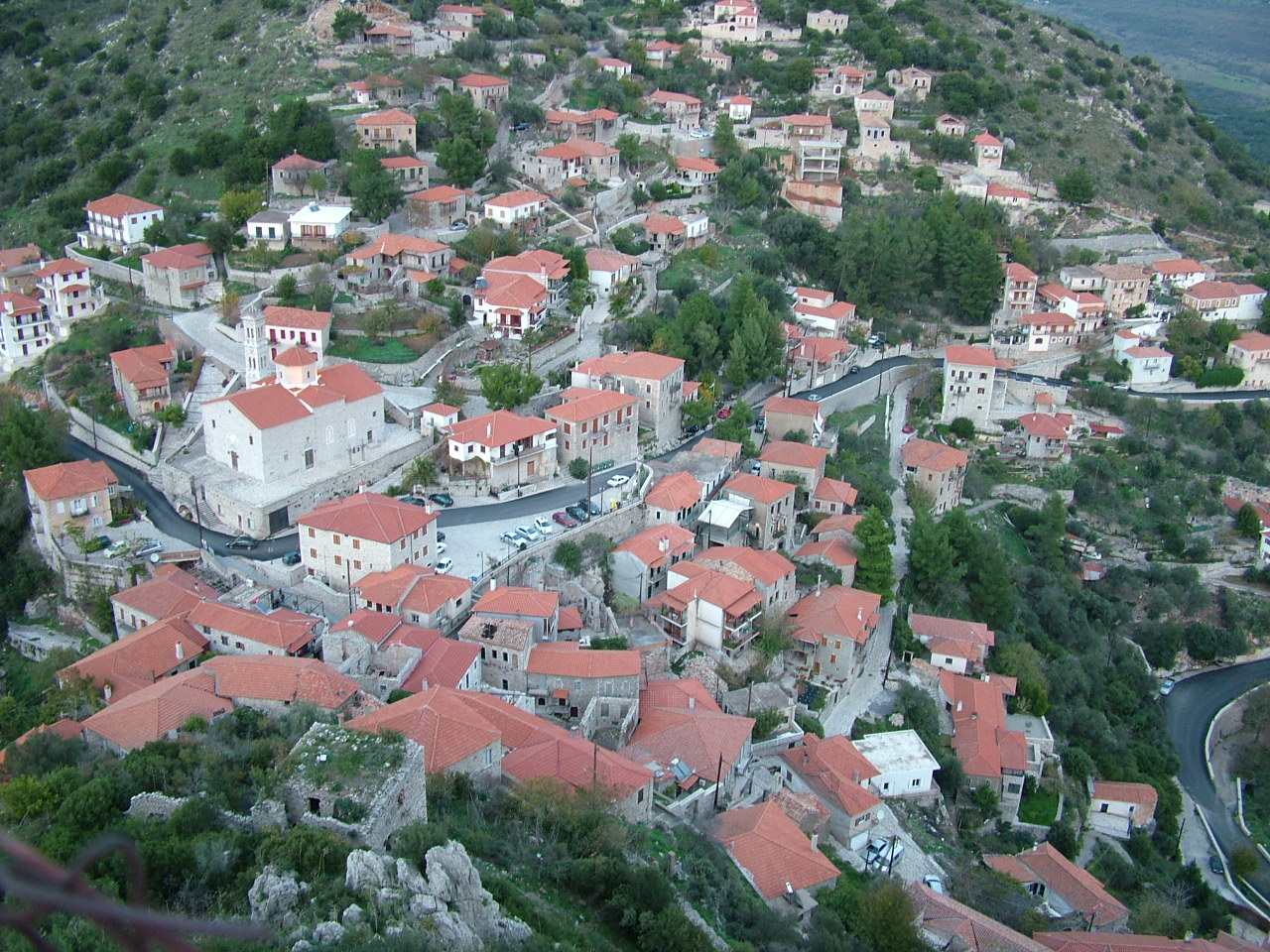
Karytaina

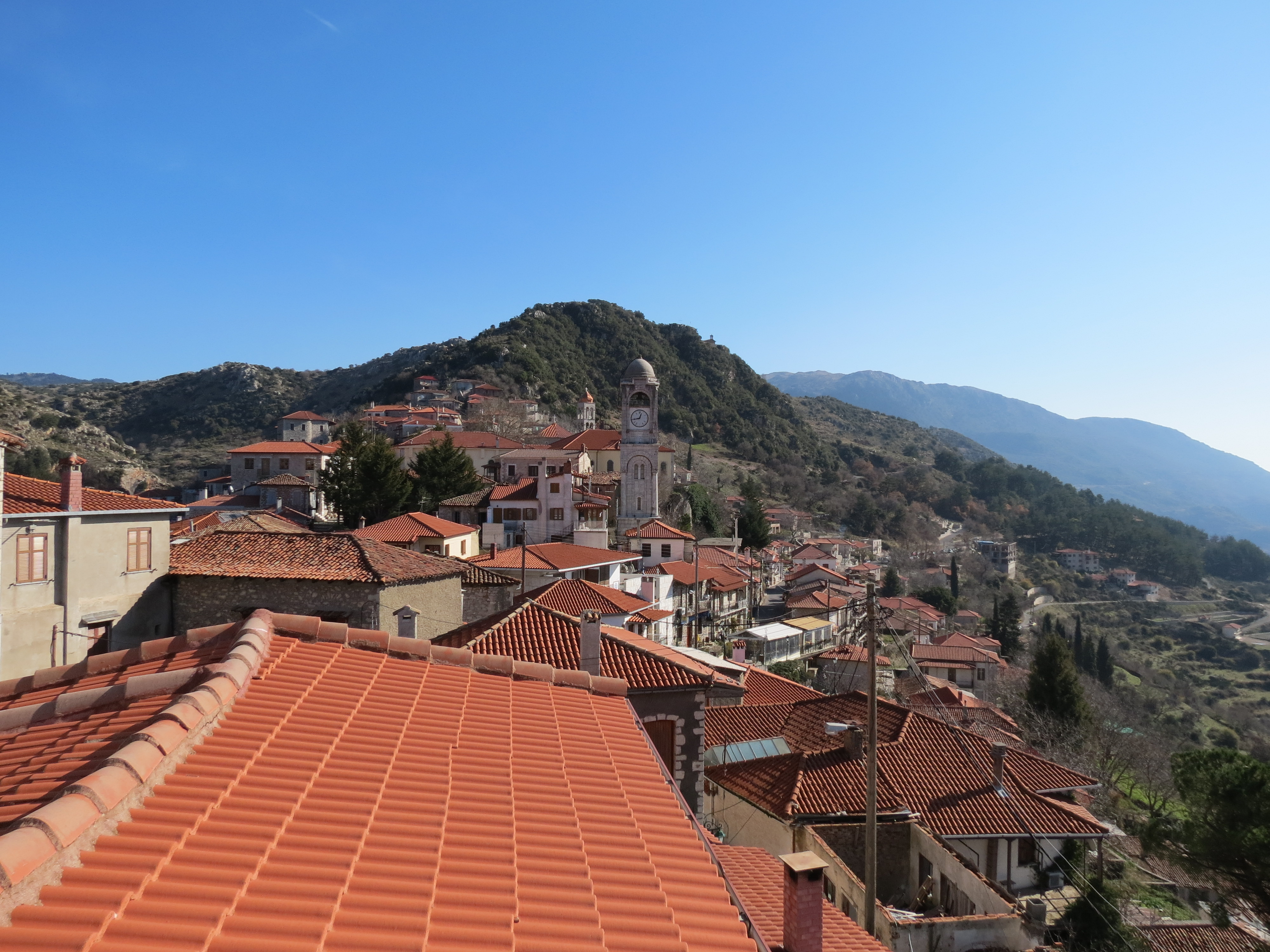
Dimitsana

La unitat perifèrica d'Arcàdia està conformada per cinc municipis:
- Gortynia (3)
- Megalòpolis (5)
- Cinúria del nord (Voreia Kynouria, 2)
- Cinúria del sud (Notia Kynouria, 4)
- Trípoli (1)

Els agrupaments municipals foren reestructurats com a part de la reforma del Pla Kallikratis del 2011, que uní diversos municipis per formar els cinc actuals.
| Municipi actual                    | Antics municipis | Seu         |
| ---------------------------------- | ---------------- | ----------- |
| Gortynia                           | Dimitsana        | Dimitsana   |
| Gortynia                           | Vytina           | Dimitsana   |
| Gortynia                           | Iraia            | Dimitsana   |
| Gortynia                           | Kleitor          | Dimitsana   |
| Gortynia                           | Kontovazaina     | Dimitsana   |
| Gortynia                           | Langadia         | Dimitsana   |
| Gortynia                           | Trikolonoi       | Dimitsana   |
| Gortynia                           | Tropaia          | Dimitsana   |
| Megalòpolis                        | Megalòpolis      | Megalòpolis |
| Megalòpolis                        | Gortyna          | Megalòpolis |
| Megalòpolis                        | Falaisia         | Megalòpolis |
| Cinúria del nord (Voreia Kynouria) | Cinúria del nord | Astros      |
| Cinúria del sud (Notia Kynouria)   | Leonídio         | Leonídio    |
| Cinúria del sud (Notia Kynouria)   | Kosmas           | Leonídio    |
| Cinúria del sud (Notia Kynouria)   | Tyros            | Leonídio    |
| Trípoli                            | Trípoli          | Trípoli     |
| Trípoli                            | Valtetsi         | Trípoli     |
| Trípoli                            | Korythio         | Trípoli     |
| Trípoli                            | Levidi           | Trípoli     |
| Trípoli                            | Mantinea         | Trípoli     |
| Trípoli                            | Skiritida        | Trípoli     |
| Trípoli                            | Tegea            | Trípoli     |
| Trípoli                            | Falanthos        | Trípoli     |